# Người Kiến (phim)
Người Kiến (tiếng Anh: Ant-Man) là một phim siêu anh hùng Mỹ 2015 dựa trên các nhân vật cùng tên của Marvel Comics: Scott Lang và Hank Pym. Phim được sản xuất bởi Marvel Studios và do
Walt Disney Studios Motion Pictures phát hành, là phần thứ 12 kết thúc Giai đoạn 2 trong loạt phim Vũ trụ Điện ảnh Marvel (MCU). Đạo diễn của phim Peyton Reed cùng các biên kịch Edgar Wright & Joe Cornish, Adam McKay và Paul Rudd, cùng sự tham gia của dàn diễn viên Rudd, Evangeline Lilly, Corey Stoll, Bobby Cannavale, Michael Peña, Tip "TI" Harris, Anthony Mackie, Wood Harris, Judy Greer, David Dastmalchian, và Michael Douglas. Trong phim, Người kiến (Lang) phải giúp Tiến sĩ Pym bảo vệ công nghệ chế tạo bộ áo Người kiến và ngăn chặn nó rơi vào tay tổ chức Hydra nhằm thống trị thế giới.
Quá trình làm phim Người kiến đã bắt đầu từ tháng 4 năm 2006 với việc tuyển dụng Wright vào vị trí chỉ đạo sản xuất và đồng biên kịch với Cornish. Đến tháng 4 năm 2011, Wright và Cornish đã hoàn thành ba bản thảo trong kịch bản và Wright bắt đầu quay phim thử nghiệm vào tháng 7 năm 2012. Phim bắt đầu được bấm máy vào tháng 10 năm 2013 sau khi Wright hoàn thành xong bộ phim The World's End. Phim bắt đầu tuyển diễn viên vào tháng 12 năm 2013, với việc tuyển Rudd đóng vai Lang. Trong tháng 5 năm 2014, Wright rời dự án với lý do không đồng nhất về sự sáng tạo, mặc dù ông vẫn nhận được kịch bản và trao đổi với Cornish, cũng như đóng vai trò là một nhà điều hành sản xuất. Trong các tháng tiếp theo Reed đã được bổ nhiệm thay Wright, trong khi McKay được tuyển để cùng thảo luận kịch bản với Rudd. Các bối cảnh trong phim chủ yếu được quay vào giữa tháng 8 và 12 năm 2014 tại San Francisco và Vùng đô thị Atalanta.
Người kiến đã tổ chức buổi công chiếu phim ra toàn thế giới tại Los Angeles vào ngày 29 tháng 6 năm 2015, và được công chiếu tại Bắc Mỹ vào ngày 17 tháng 7 năm 2015 dưới định dạng 3D và IMAX 3D. Sau khi công chiếu, bộ phim đã nhận được nhiều đánh giá tích cực và thu về hơn $395 triệu USD trên toàn cầu. Phim khởi chiếu tại Việt Nam vào 24-7-2015.
Phần tiếp theo của phim có tên là Người Kiến và Chiến binh Ong đã ra mắt vào ngày 25 tháng 6 năm 2018 và được phát hành vào ngày 6 tháng 7 năm 2018 tại Hoa Kỳ.

## Nội dung
Năm 1989, nhà khoa học Hank Pym đã rời khỏi S.H.I.E.L.D sau khi phát hiện ra tổ chức này định sao chép công nghệ mang tên ông. Biết được sự nguy hiểm của công nghệ này, Pym thề sẽ bảo vệ nó miễn là ông còn sống. Sau đó con gái của Pym, Hope van Dyne ghẻ lạnh cha mình và đi theo người học trò cũ của ông - kẻ đã đuổi ông ra khỏi công ty của chính mình, Darren Cross. Hắn đã gần hoàn thiện bộ đồ thu nhỏ của riêng mình "Bộ cánh vàng", đối địch với công nghệ Pym.
Sau khi mãn hạn tù vì tội ăn trộm, Scott Lang đã quyết định chuyển đến nhà bạn tù cũ Luis. Khi anh bất ngờ đến thăm con gái Cassie ở nhà vợ cũ, Lang quở trách vợ và chồng chưa cưới của cô - cảnh sát thám tử Paxton vì không nuôi dưỡng con chu đáo. Vì không thể giữ việc làm do tiền án trộm cắp, Lang muốn kiếm tiền bằng cách gia nhập nhóm của Luis tham gia một vụ trộm. Anh đột nhập vào ngôi nhà mục tiêu và vượt qua các công nghệ bảo vệ nó, nhưng cuối cùng chỉ tìm thấy một "bộ đồ xe máy cũ" và mang nó về nhà. Sau khi ướm thử bộ đồ vào người và bấm thử nút ở tay phải, Lang bỗng hóa nhỏ chỉ bằng kích thước của một con kiến, và loay hoay mãi mới tìm ra cách trở lại bình thường là bấm nút ở tay trái. Khiếp sợ bởi trải nghiệm với bộ đồ, anh đã trả nó về ngôi nhà đã cướp, nhưng bị bắt trên đường ra. Pym, chủ nhà và người âm mưu mọi chuyện đến thăm Lang và đưa bộ đồ qua song sắt để giúp anh thoát khỏi nhà tù, nhưng anh ngất trên đường đi do chưa quen bay trên cao trong trạng thái thu nhỏ.
Lang được đưa đến nhà của Pym và biết được sự dàn xếp của ông về vụ đánh cắp bộ đồ là một phép thử cho anh, đồng thời ông còn bày tỏ mong muốn anh sẽ trở thành Người kiến mới để đánh cắp "Bộ cánh vàng" của Darren. Dù vừa làm nội gián bên cạnh Cross vừa còn mối bất đồng với cha, nhưng Hope vẫn đồng ý dạy Lang cách chiến đấu và kiểm soát lũ kiến. Trong khi Hope vẫn còn giữ trong lòng sự oán giận bố mình bởi việc giấu cái chết của mẹ cô Janet, ông tiết lộ rằng Janet với bí danh là Wasp đã thu nhỏ mình tới mức hạ nguyên tử để vô hiệu hóa một tên lửa hạt nhân của Liên Xô, dù biết là không biến lớn lại được. Đồng thời Pym cũng cảnh báo Lang rằng anh sẽ phải chịu kết cục tương tự nếu mạo hiểm bắt chước. Cuối cùng, anh làm nhiệm vụ đột nhập vào một nhà kho cũ của tập đoàn công nghiệp Stark (ở ngay gần trụ sở mới của Avengers mà cả ba người không biết) để đánh cắp một thiết bị giả tín hiệu do Pym chế tạo, nơi anh đã bất ngờ đối đầu kịch liệt với Sam Wilson (Falcon) và giành chiến thắng.
Cross đã tổ chức một buổi lễ giới thiệu "Bộ cánh vàng" tại trụ sở công ty của mình. Lang cùng với một phi đội kiến cánh đã thâm nhập vào các tòa nhà tổ chức sự kiện nhằm phá hoại máy chủ của công ty và gắn thuốc nổ nhà máy. Trong khi đang cố gắng lấy được "Bộ cánh vàng" thì Lang mắc mưu của Cross bị nhốt trong chiếc lồng chứa bộ đồ trước sự ngỡ ngàng của Hope và Pym. Cross còn công khai ý định bán công nghệ của mình và bộ áo Người kiến của Lang cho tổ chức HYDRA, dẫn đầu bởi cựu sĩ quan SHIELD Mitchell Carson. Lang phá vỡ chiếc lồng và cùng Hope tiêu diệt bọn tay sai của HYDRA, nhưng đã để cho Carson và Cross chạy trốn với công nghệ Cross. Lang quyết tâm đuổi theo Cross, trong khi thuốc nổ được gắn kèm hạt Pym anh đã cài đặt trong nhà máy cũng phát nổ và tiêu biến mọi dấu vết của nhà máy.
Cross tức tối mặc "Bộ cánh vàng" và tấn công Lang, và cuối cùng anh bị Paxton bắt. Để hả giận vì công ty của mình bị nổ tung, Cross đã bắt con gái Lang là Cassie làm con tin và bắt anh bước vào cuộc chiến sống còn với hắn. Cuối cùng để thâm nhập và phá hủy bộ đồ của Cross, Lang buộc phải thu nhỏ mình tới mức hạ nguyên tử. Dù kế hoạch giết Cross đã thành công nhưng việc tắt bộ điều tiết khiến anh bị thu nhỏ vào thế giới lượng tử. Trong lúc rối trí, anh đã sử dụng đĩa phóng to để biến cơ thể mình trở lại bình thường thành công. Với lòng biết ơn đã cứu mạng Cassie, Paxton đã tha thứ và giấu bí mật Lang là Người kiến để giúp anh không phải trở lại nhà tù nữa. Thấy Lang sống sót trở về từ cõi lượng tử dù không nhớ được trải nghiệm, Pym nảy sinh hi vọng vợ mình còn sống. Sau đó Lang được Luis thông báo Wilson đang tìm anh.
Trong một cảnh sau khi chiếu bộ phim, Pym đã giới thiệu cho Hope một bộ đồ Wasp nguyên mẫu mới và giao phó nó cho cô. Trong một cảnh hậu phim khác, Wilson và Steve Rogers đã bắt giữ được Bucky Barnes. Do không thể liên lạc với Tony Stark vì "hiệp định", Wilson nói rằng anh biết "một người" có thể giúp đỡ họ.

## Diễn viên

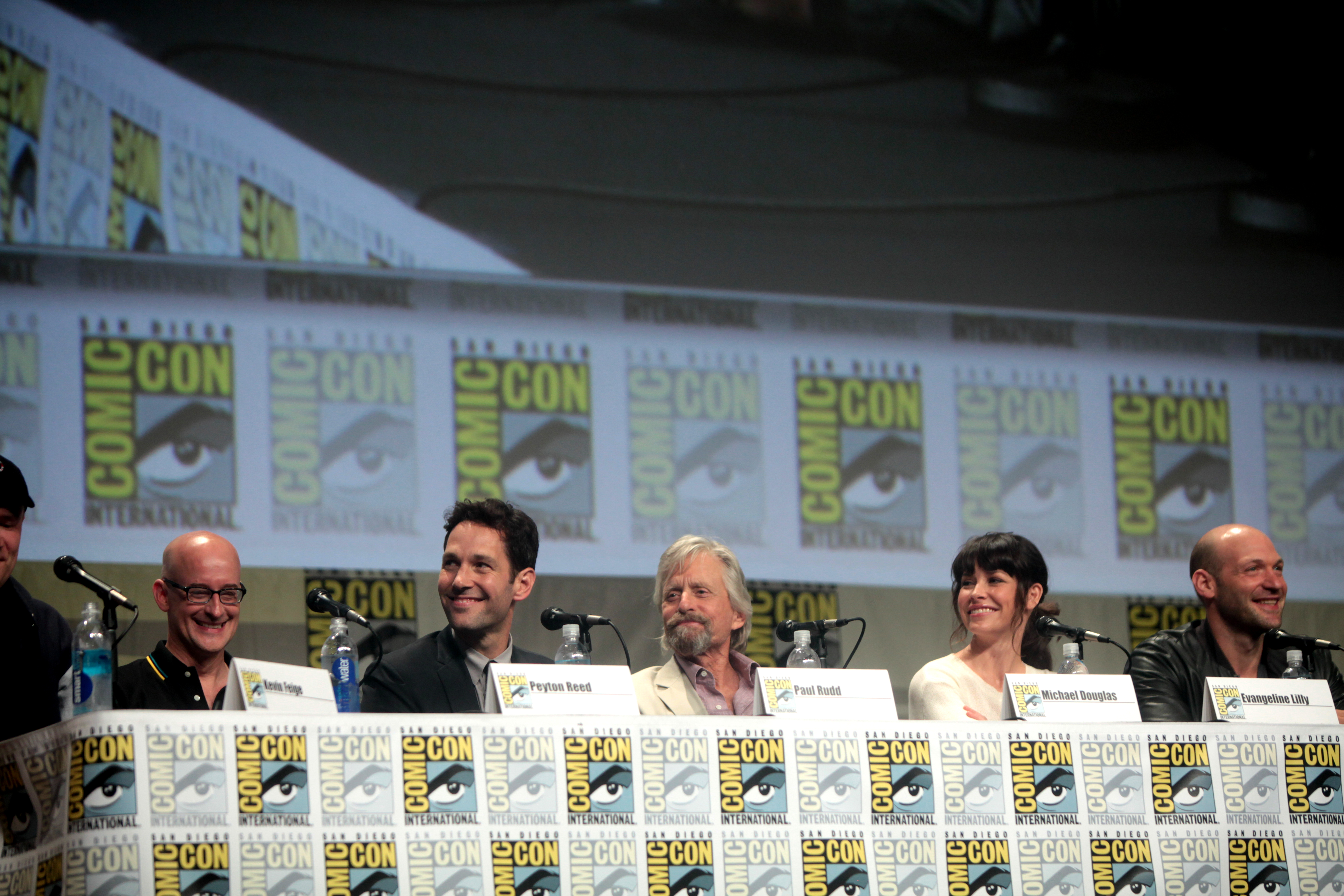
(T-P) Peyton Reed (đạo diễn), Paul Rudd, Michael Douglas, Evangeline Lilly, và Corey Stoll tại Comic-Con San Diego 2014

- Paul Rudd vai Scott Lang / Ant-Man
- Evangeline Lilly vai Hope van Dyne
- Corey Stoll vai Darren Cross / Yellowjacket
- Bobby Cannavale vai Paxton
- Michael Peña vai Luis
- Tip "T.I." Harris vai Dave
- Anthony Mackie vai Sam Wilson / Falcon
- Wood Harris vai Gale: Một sĩ quan cảnh sát, đồng sự của Paxton.
- Judy Greer vai Maggie: Vợ cũ của Lang.
- David Dastmalchian vai Kurt
- Michael Douglas vai Hank Pym

Ngoài ra, Abby Ryder Fortson đóng vai Cassie, con gái của Lang và Maggie; Gregg Turkington vai Dale, quản lý một của hàng Baskin-Robbins; còn Martin Donovan trong vai Mitchell Carson, một cựu nhân viên của S.H.I.E.L.D. hiện làm việc cho Hydra đang muốn giành được công nghệ Yellowjacket. Garrett Morris, người đóng vai Ant-Man trong một chương trình của Saturday Night Live, xuất hiện là người đàn ông trên chiếc xe. Người đồng sáng tạo Ant-Man Stan Lee đóng vai khách mời trong phim là một phục vụ trong quán rượu. Chris Evans và Sebastian Stan xuất hiện ở cảnh hậu phim lần lượt trong vai Steve Rogers / Captain America và Bucky Barnes / Winter Soldier. Hayley Lovitt vai Janet van Dyne / Wasp. Tom Kenny lồng tiếng cho "Hideous Rabbit", món đồ chơi mà Scott Lang tặng cho con gái anh là Cassie. 